# Олімпійська збірна Парагваю з футболу
Олімпійська збірна Парагваю з футболу (ісп. Selección olímpica de fútbol de Paraguay) — футбольна команда, яка представляє Парагвай на Олімпійських та Панамериканських іграх у дисципліні «Футбол». У заявку збірної можуть включатися гравці не старше 23 років, за винятком трьох футболістів, які можуть бути старшими за цей вік.

## Історія
Перед введенням вікового обмеження для участі у футбольному турнірі на Олімпійських іграх, збірна Парагваю ніколи не брала участі у цій події. Проте все змінилося в 1992 році в Барселоні, коли було запроваджено нове правило, і Парагвай став однією з 16 країн, що пройшли відбіркові турніри відповідно до вікового обмеження (до 23 років). На тих Олімпійських іграх збірна Парагваю досягла чвертьфіналу.
В Афінах 2004 року збірна досягла свого головного досягнення в історії — завоювання срібної медалі на Олімпійських іграх. У фіналі вони зазнали поразки від збірної Аргентини.
Крім того, збірна Парагваю брала участь п'ять разів у Панамериканських іграх. Їхні виступи на цьому турнірі були недостатньо успішними, що не можна сказати про передолімпійський турнір, який проводить КОНМЕБОЛ . У 1992 році команда виграла турнір, а в 2004 дісталася фіналу. 2024 року команда вдруге перемогла на цьому турнірі.

## Досягнення

### Олімпійські ігри
| Олімпійські ігри | Олімпійські ігри | Олімпійські ігри        | Олімпійські ігри        | Олімпійські ігри        | Олімпійські ігри        | Олімпійські ігри        | Олімпійські ігри        | Олімпійські ігри        | Олімпійські ігри        |                 |
| Рік              | Місто            | Раунд                   | М                       | І                       | В                       | Н                       | П                       | ГЗ                      | ГП                      |                 |
| ---------------- | ---------------- | ----------------------- | ----------------------- | ----------------------- | ----------------------- | ----------------------- | ----------------------- | ----------------------- | ----------------------- | --------------- |
| 1992             | Барселона        | 1/4 фіналу              | 8                       | 4                       | 1                       | 2                       | 1                       | 5                       | 5                       |                 |
| 1996             | Атланта          | Не пройшли кваліфікацію | Не пройшли кваліфікацію | Не пройшли кваліфікацію | Не пройшли кваліфікацію | Не пройшли кваліфікацію | Не пройшли кваліфікацію | Не пройшли кваліфікацію | Не пройшли кваліфікацію |                 |
| 2000             | Сідней           | Не пройшли кваліфікацію | Не пройшли кваліфікацію | Не пройшли кваліфікацію | Не пройшли кваліфікацію | Не пройшли кваліфікацію | Не пройшли кваліфікацію | Не пройшли кваліфікацію | Не пройшли кваліфікацію |                 |
| 2004             | Афіни            | Фінал                   | 2                       | 6                       | 4                       | 0                       | 2                       | 12                      | 9                       |                 |
| 2008             | Пекін            | Не пройшли кваліфікацію | Не пройшли кваліфікацію | Не пройшли кваліфікацію | Не пройшли кваліфікацію | Не пройшли кваліфікацію | Не пройшли кваліфікацію | Не пройшли кваліфікацію | Не пройшли кваліфікацію |                 |
| 2012             | Лондон           | Не пройшли кваліфікацію | Не пройшли кваліфікацію | Не пройшли кваліфікацію | Не пройшли кваліфікацію | Не пройшли кваліфікацію | Не пройшли кваліфікацію | Не пройшли кваліфікацію | Не пройшли кваліфікацію |                 |
| 2016             | Ріо-де-Жанейро   | Не пройшли кваліфікацію | Не пройшли кваліфікацію | Не пройшли кваліфікацію | Не пройшли кваліфікацію | Не пройшли кваліфікацію | Не пройшли кваліфікацію | Не пройшли кваліфікацію | Не пройшли кваліфікацію |                 |
| 2020             | Токіо            | Не пройшли кваліфікацію | Не пройшли кваліфікацію | Не пройшли кваліфікацію | Не пройшли кваліфікацію | Не пройшли кваліфікацію | Не пройшли кваліфікацію | Не пройшли кваліфікацію | Не пройшли кваліфікацію |                 |
| 2024             | Париж            | Кваліфікувались         | Кваліфікувались         | Кваліфікувались         | Кваліфікувались         | Кваліфікувались         | Кваліфікувались         | Кваліфікувались         | Кваліфікувались         | Кваліфікувались |
| Всього           | Всього           | Фінал                   | 2/8                     | 10                      | 5                       | 2                       | 3                       | 17                      | 14                      |                 |

### Передолімпійський турнір
| Передолімпійський турнір | Передолімпійський турнір | Передолімпійський турнір | Передолімпійський турнір | Передолімпійський турнір | Передолімпійський турнір | Передолімпійський турнір | Передолімпійський турнір | Передолімпійський турнір |
| Рік                      | Країна                   | Раунд                    | І                        | В                        | Н                        | П                        | ГЗ                       | ГП                       |
| ------------------------ | ------------------------ | ------------------------ | ------------------------ | ------------------------ | ------------------------ | ------------------------ | ------------------------ | ------------------------ |
| 1992                     | Парагвай                 | Чемпіони                 | 7                        | 4                        | 2                        | 1                        | 10                       | 2                        |
| 1996                     | Аргентина                | Груповий етап            | 4                        | 1                        | 0                        | 3                        | 8                        | 12                       |
| 2000                     | Бразилія                 | Груповий етап            | 4                        | 1                        | 0                        | 3                        | 7                        | 9                        |
| 2004                     | Чилі                     | Фінал                    | 8                        | 4                        | 1                        | 3                        | 11                       | 11                       |
| 2020                     | Колумбія                 | Груповий етап            | 4                        | 1                        | 0                        | 3                        | 5                        | 6                        |
| 2024                     | Венесуела                | Чемпіони                 | 7                        | 4                        | 2                        | 1                        | 13                       | 9                        |
| Всього                   | Всього                   | 2 титули                 | 34                       | 15                       | 5                        | 14                       | 54                       | 49                       |

### Панамериканські ігри
| Панамериканські ігри                         | Панамериканські ігри | Панамериканські ігри    | Панамериканські ігри    | Панамериканські ігри    | Панамериканські ігри    | Панамериканські ігри    | Панамериканські ігри    | Панамериканські ігри    | Панамериканські ігри    |
| Рік                                          | Місто                | Раунд                   | М                       | І                       | В                       | Н                       | П                       | ГЗ                      | ГП                      |
| -------------------------------------------- | -------------------- | ----------------------- | ----------------------- | ----------------------- | ----------------------- | ----------------------- | ----------------------- | ----------------------- | ----------------------- |
| До 1995 року участь брала національні збірна |                      |                         |                         |                         |                         |                         |                         |                         |                         |
| 1999                                         | Вінніпег             | Не брали участь         | Не брали участь         | Не брали участь         | Не брали участь         | Не брали участь         | Не брали участь         | Не брали участь         | Не брали участь         |
| 2003                                         | Санто-Домінго        | Груповий етап           | 5                       | 3                       | 1                       | 0                       | 2                       | 3                       | 4                       |
| 2007                                         | Ріо-де-Жанейро       | Не пройшли кваліфікацію | Не пройшли кваліфікацію | Не пройшли кваліфікацію | Не пройшли кваліфікацію | Не пройшли кваліфікацію | Не пройшли кваліфікацію | Не пройшли кваліфікацію | Не пройшли кваліфікацію |
| 2011                                         | Гвадалахара          | Не пройшли кваліфікацію | Не пройшли кваліфікацію | Не пройшли кваліфікацію | Не пройшли кваліфікацію | Не пройшли кваліфікацію | Не пройшли кваліфікацію | Не пройшли кваліфікацію | Не пройшли кваліфікацію |
| 2015                                         | Торонто              | Груповий етап           | 5                       | 3                       | 1                       | 1                       | 1                       | 6                       | 3                       |
| 2019                                         | Ліма                 | Не пройшли кваліфікацію | Не пройшли кваліфікацію | Не пройшли кваліфікацію | Не пройшли кваліфікацію | Не пройшли кваліфікацію | Не пройшли кваліфікацію | Не пройшли кваліфікацію | Не пройшли кваліфікацію |
| 2023                                         | Сантьяго             | Не пройшли кваліфікацію | Не пройшли кваліфікацію | Не пройшли кваліфікацію | Не пройшли кваліфікацію | Не пройшли кваліфікацію | Не пройшли кваліфікацію | Не пройшли кваліфікацію | Не пройшли кваліфікацію |
| Всього                                       | Всього               | Груповий етап           | 2/7                     | 6                       | 2                       | 1                       | 3                       | 9                       | 7                       |